# نیکولا پوسن
نیکولا پوسَن (به فرانسوی: Nicolas Poussin) نقاش فرانسوی سبک کلاسیک بود که در تاریخ ۱۵ ژوئن ۱۵۹۴ در کشور فرانسه به دنیا آمد و در تاریخ ۱۹ نوامبر ۱۶۶۵ درگذشت.
وضوح، منطق و خطوط کشیده شده در اطراف رنگ‌ها در نقاشی‌های وی، تأثیرات بسیاری بر آثار نقاش‌های بعد از خود گذاشت. کارهای او به عنوان آثار تأثیرگذار بر سبک باروک درقرن ۱۷ شناخته می‌شوند. تا قرن ۲۰ وی به عنوان یکی از تأثیرگذارهای اصلی بر نقاشی‌های کلاسیک بود و نقاشانی مانند ژاک-لویی داوید، ژان اگوست دومینیک انگر و پل سزان پیرو سبک وی بودند.
وی به جز مدت کوتاهی که توسط کاردینال ریشلیو به فرانسه فراخوانده شد تا سمت نقاش پادشاه را برعهده بگیرد، بیشتر عمر کاری خود را در شهر رم گذراند.

## نگارخانه

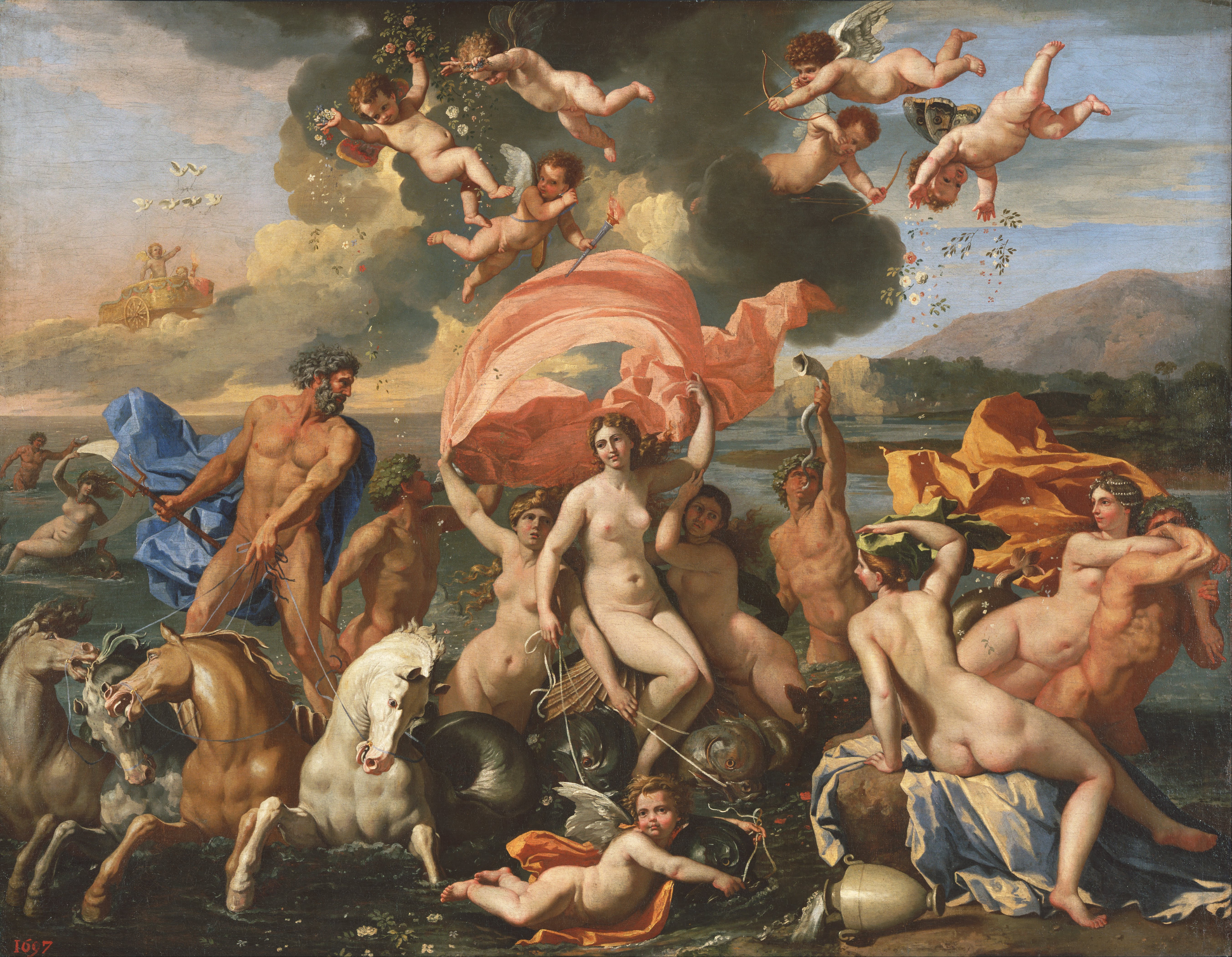
زایش ونوس ۱۶۳۵ م. موزه هنر فیلادلفیا
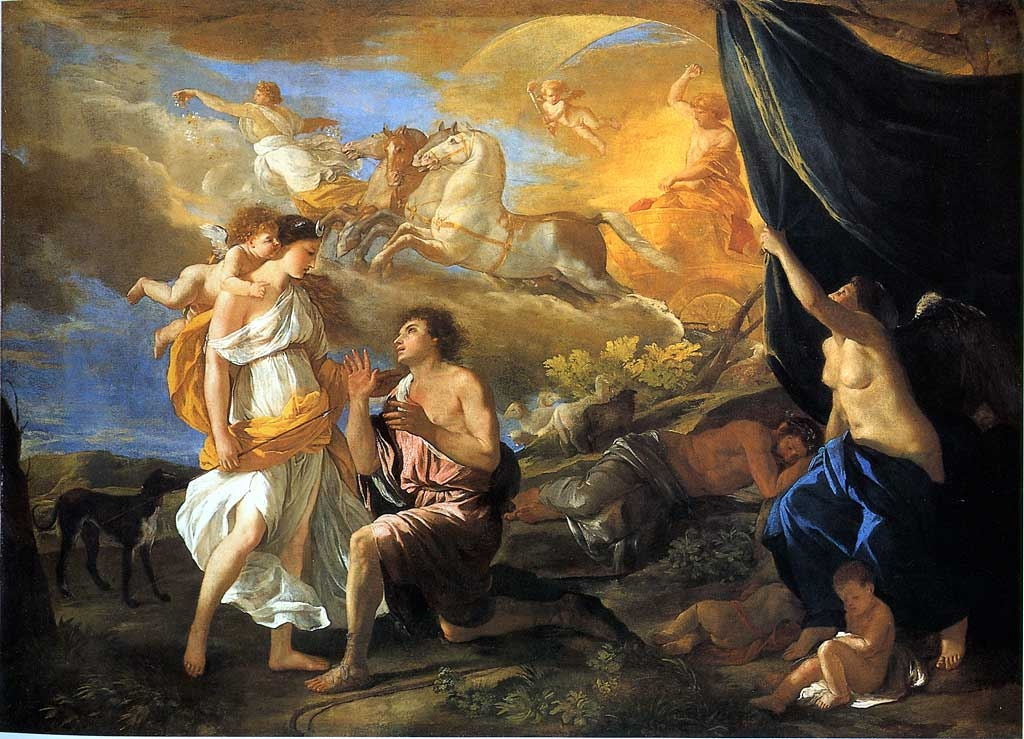
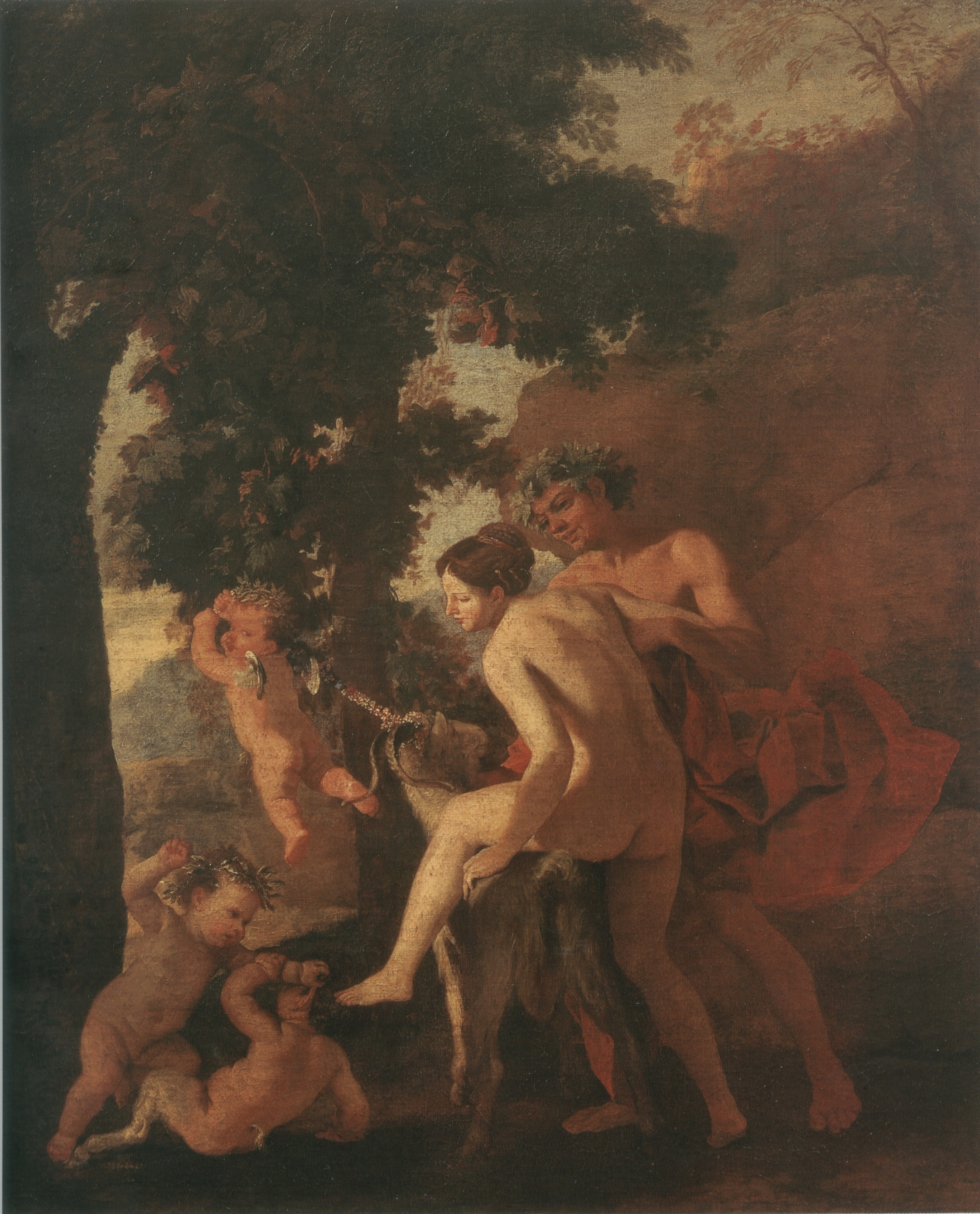
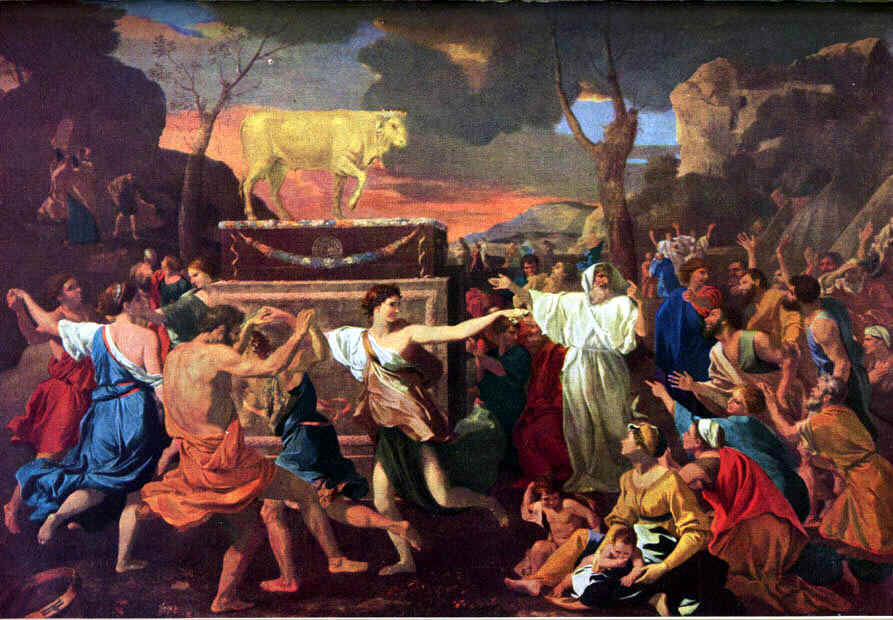
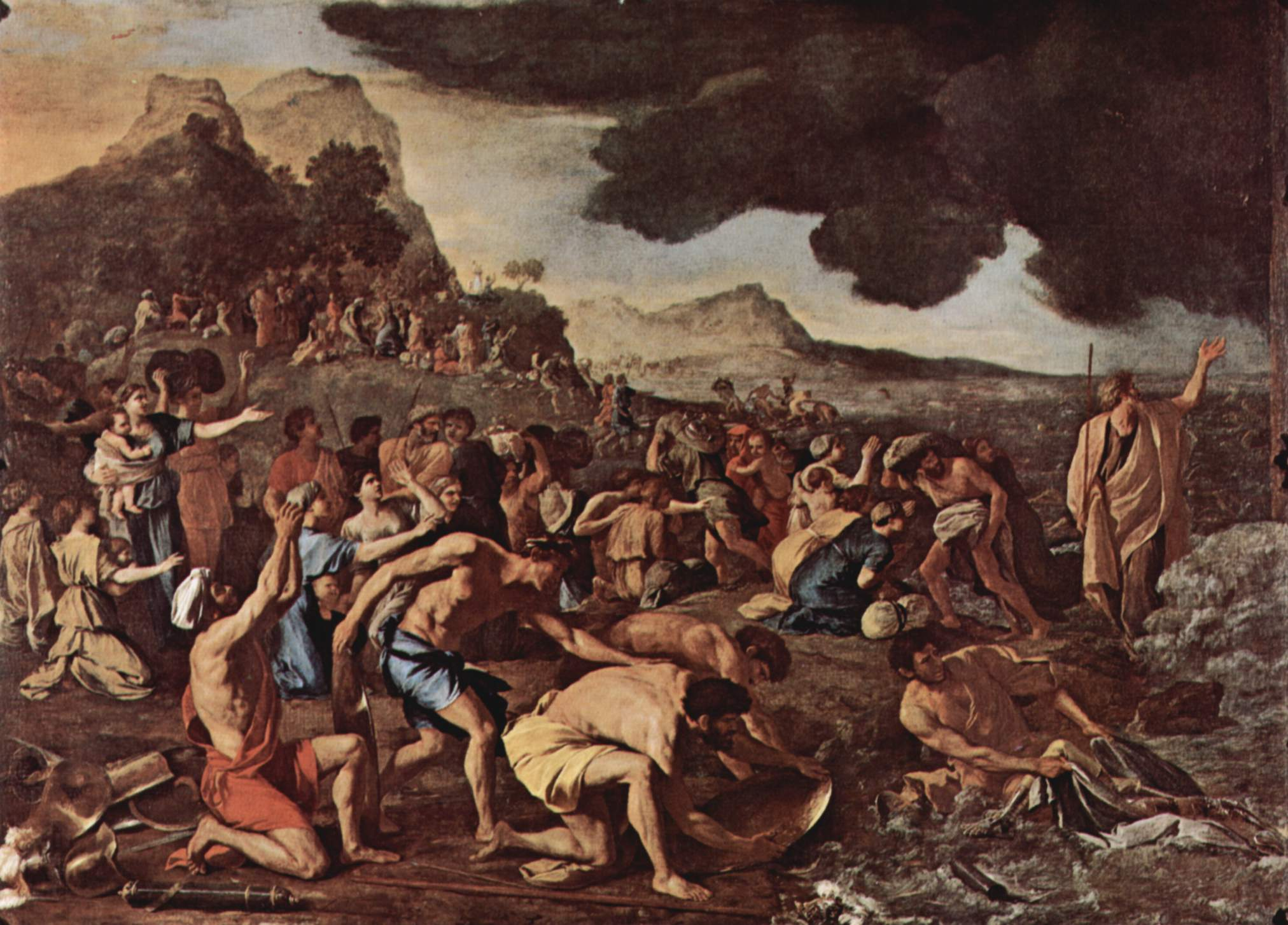
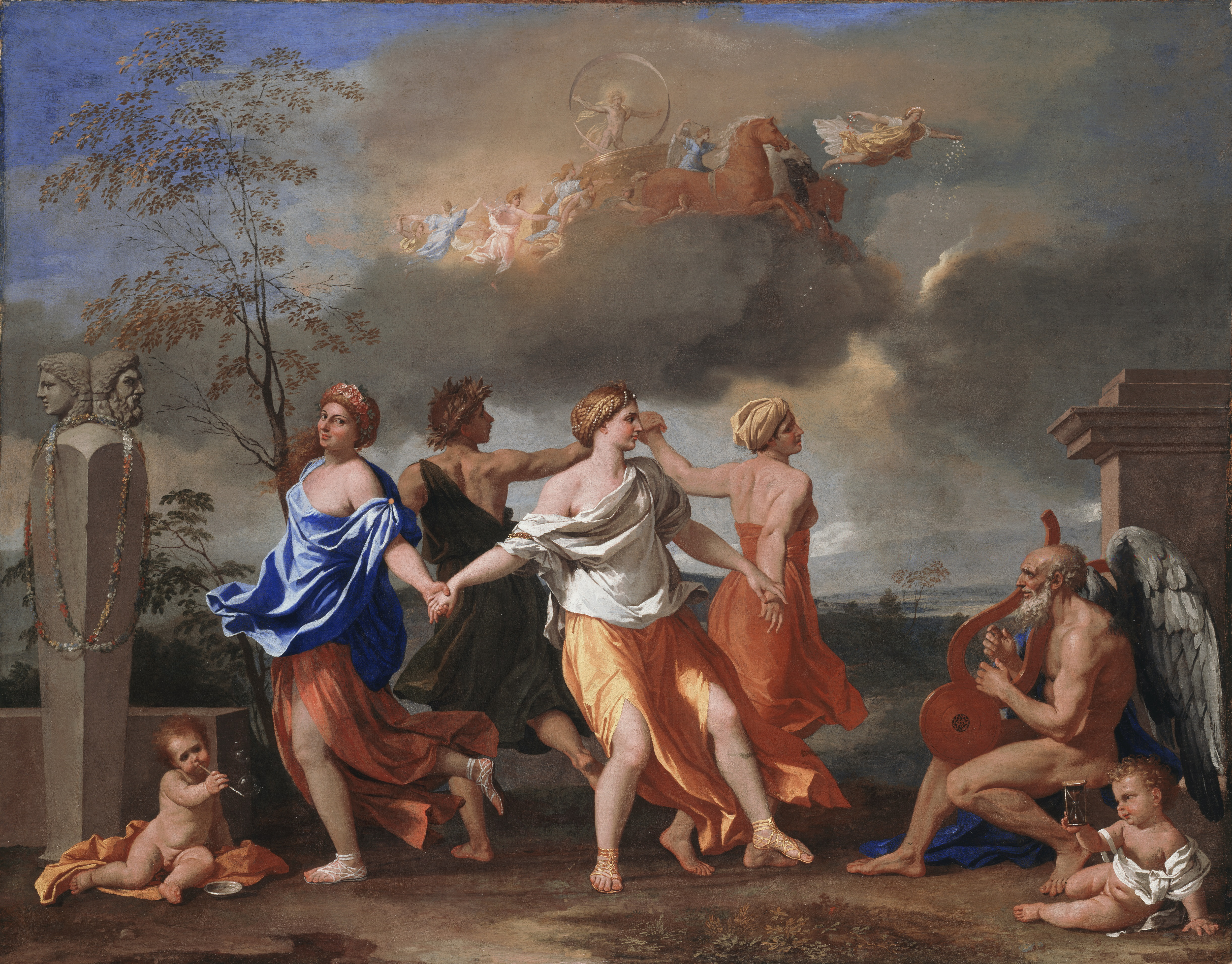
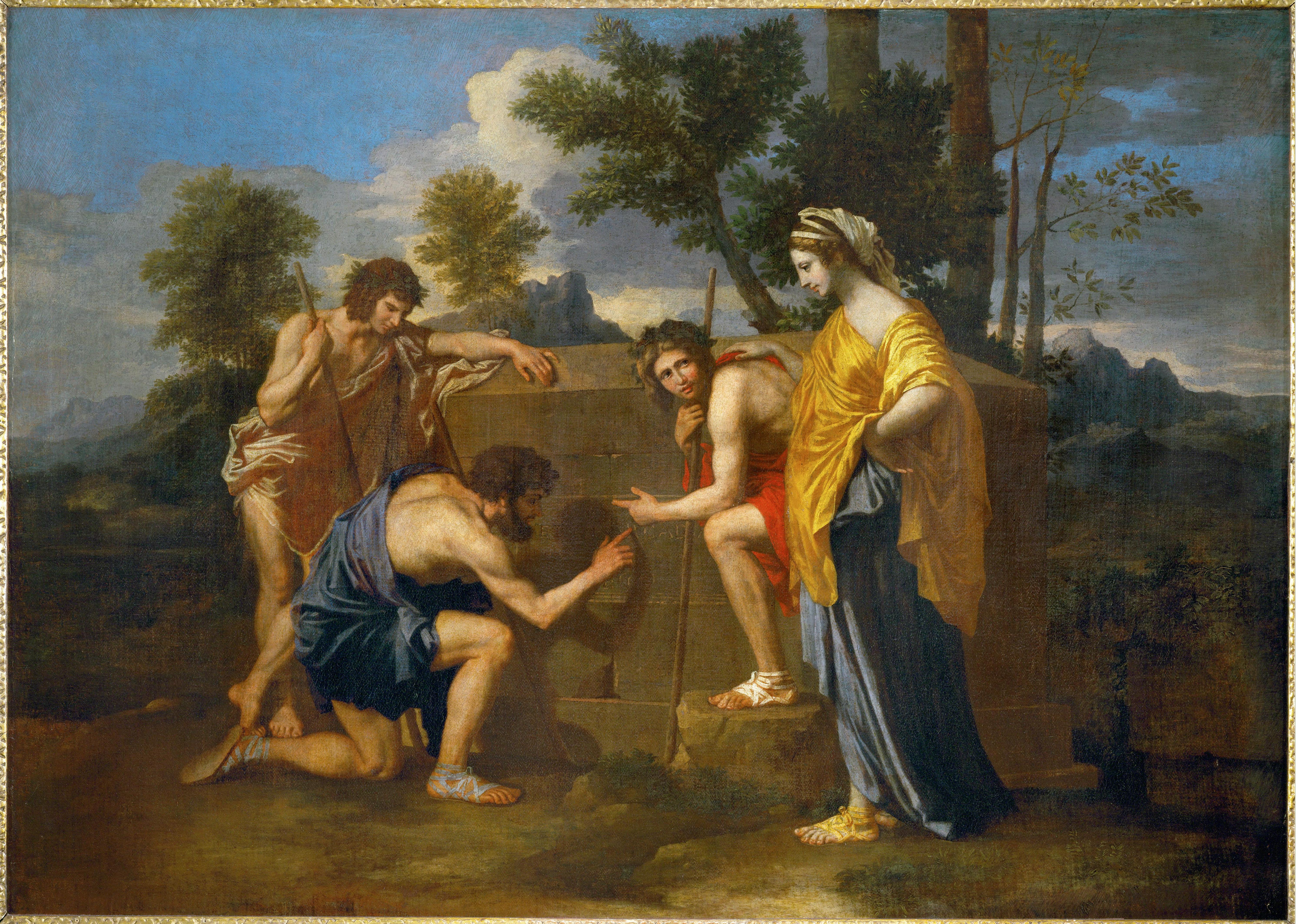
من نیز در آرکادیا هستم
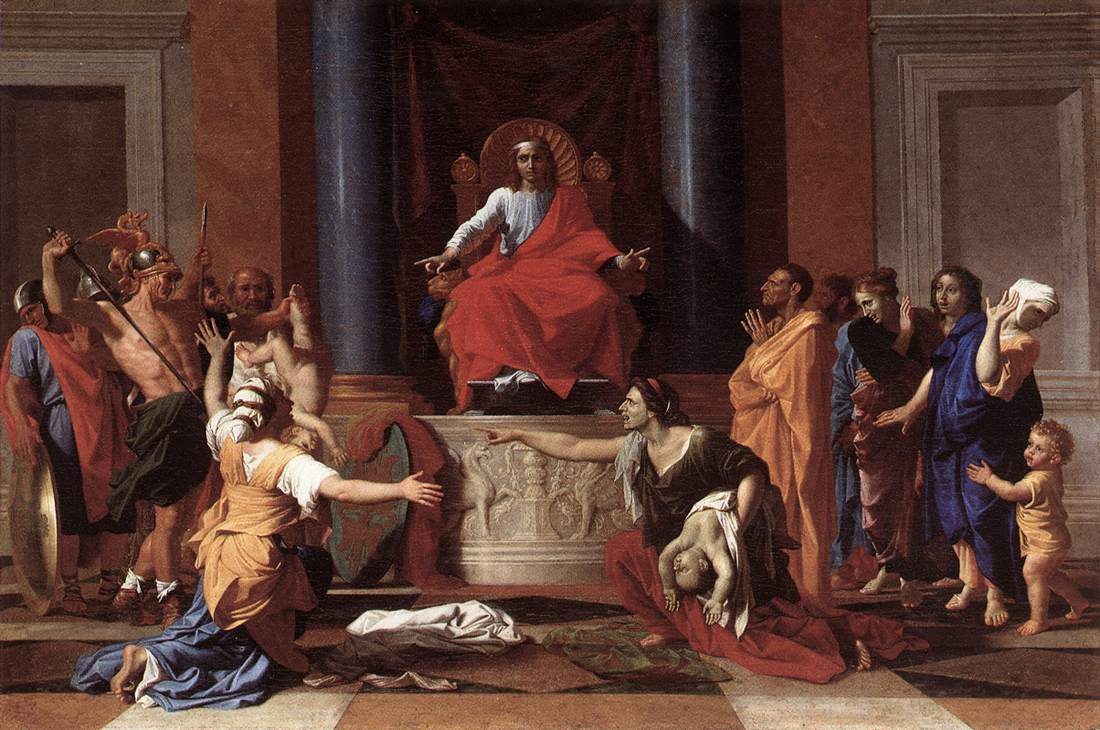
داوری حضرت سلیمان